# United Blood
United Blood è l'EP di debutto del gruppo hardcore punk statunitense Agnostic Front, pubblicato nel 1983. Ne furono stampate solo 1 000 copie.

## Tracce
- Tutte le tracce scritte dagli Agnostic Front, tranne dove indicato.

1. No One Rules - 0:24
2. Final War - 0:22
3. Last Warning 0:47 (Miret, Stigma)
4. Traitor - 0:24
5. Friend or Foe - 1:15 (Stigma)
6. United Blood - 1:12 (Stigma)
7. Fight - 0:15
8. Discriminate Me - 0:42 (Stigma)
9. In Control - 0:30
10. Crucial Changes - 0:26

## Formazione
- Roger Miret - voce
- Vinnie Stigma - chitarra
- Adam Moochie - basso
- Ray Beez - batteria